# Un marcià a Califòrnia
Un marcià a Califòrnia (títol original en anglès: Visit to a Small Planet) és una pel·lícula estatunidenca de Norman Taurog estrenada el 1960. Ha estat doblada al català.

## Argument
Malgrat la prohibició del seu professor, Kreton, un nen extraterrestre, deixa el seu planeta per visitar la Terra. Aterra al jardí d'un periodista...

## Repartiment
- Jerry Lewis: Kreton
- Joan Blackman: Ellen Spelding
- Earl Holliman: Conrad
- Fred Clark: Major Roger Putnam Spelding
- John Williams: Delton
- Jerome Cowan: George Abercrombie
- Gale Gordon: Bob Mayberry
- Lee Patrick: Rheba Spelding
- Milton Frome: el comissari de Policia
- Ellen Corby: Mabel Mayberry
- Barbara Lawson: Desdemona, la ballarina beatnik

## Premis i nominacions
Nominacions
- 1961: Oscar a la millor direcció artística per Hal Pereira, Walter H. Tyler, Sam Comer i Arthur Krams